# Shelby megye (Iowa)
Shelby megye az Amerikai Egyesült Államokban, azon belül Iowa államban található. Lakosainak száma 11 746 fő (2020. április 1.).

## Szomszédos megyék
- Crawford megye (észak)
- Audubon megye (kelet)
- Cass megye (délkelet)
- Pottawattamie megye (dél)
- Harrison megye (nyugat)
- Carroll megye

## Népesség
A megye népessége az elmúlt években az alábbi módon változott:
| Lakosok száma | 12 167 | 12 057 | 12 089 | 11 961 | 11 927 | 11 746 |
|               | 2010   | 2011   | 2012   | 2013   | 2015   | 2020   |